# 1389
Évszázadok: 13. század – 14. század – 15. század
Évtizedek: 1330-as évek – 1340-es évek – 1350-es évek – 1360-as évek – 1370-es évek – 1380-as évek – 1390-es évek – 1400-as évek – 1410-es évek – 1420-as évek – 1430-as évek
Évek: 1384 – 1385 – 1386 – 1387 –  1388 – 1389 – 1390 – 1391 – 1392 – 1393 – 1394

## Események
- február 24. – Albert svéd király trónfosztása után I. Margit dán és norvég királynő Svédország királynője is lesz.[1]
- június 24. – I. Mária szicíliai királynő férjhez megy Ifjú Márton aragóniai infánshoz, aki 1392-től I. Márton néven társuralkodó lesz.[forrás?]
- június 15. – Az első rigómezei csata, melyben I. Murád szultán török serege legyőzi Lazar Hrebeljanovic szerb fejedelem seregét. A csata során a szultánt meggyilkolják, a fogságba esett Lázárt kivégzik.[2]
- november 2. – IX. Bonifác pápa trónra lép.[3]
- december 10. – I. Mircea havasalföldi fejedelem – követei útján – kölcsönös védelmi szövetséget köt Jagelló Ulászló lengyel királlyal.[4]

## Születések
- június 20. – John Lancaster, Bedford hercege
- szeptember 27. – Idősebb Cosimo Medici, Firenze ura († 1464)

## Halálozások
- április 15. – I. Vilmos bajor herceg (* 1330)
- május 19. – Dimitrij Donszkoj, Moszkva és Vlagyimir fejedelme (* 1350)
- június 15.
  - I. Lázár szerb cár (* 1329)
  - I. Murád oszmán szultán (* 1326)
- október 15. – VI. Orbán pápa (* 1318)[5]